# Madecassophryne truebae
Madecassophryne truebae é uma espécie de anfíbio da família Microhylidae. É a única espécie do género Madecassophryne.
É endémica de Madagáscar.
Os seus habitats naturais são: florestas subtropicais ou tropicais húmidas de baixa altitude, regiões subtropicais ou tropicais húmidas de alta altitude e áreas rochosas.
Está ameaçada por perda de habitat.